# Galeruca browni
Galeruca browni es una especie de insecto coleóptero de la familia Chrysomelidae.
Fue descrita científicamente en 1945 por Blake.